# Натан Нгуму
Натан Нгуму Мінполь (фр. Nathan Ngoumou Minpole, нар. 14 березня 2000, Тулуза, Франція) — французький футболіст камерунського походження, півзахисник німецького клубу «Боруссія» (Менхенгладбах) та молодіжної збірної Франції.

## Ігрова кар'єра

### Клубна
Натан Нгуму є вихованцем футбольної академії клубу «Тулуза», де він почав займатися футболом у шестирічному віці. З 2019 року футболіста почали залучати до матчів першої команди. І в травні 2019 року Нгуму дебютував на професійному рівні в основі «Тулузи». Погравши з клубом у Лізі 2, у сезоні 2021/22 Нгуму допоміг команді виграти турнір та повернутися до Ліги 1.
У серпні 2022 року Натан Нгуму перейшов до клубу німецької Бундесліги «Боруссія» (Менхенгладбах), з яким підписав п'ятирічний контракт.

### Збірна
Маючи камерунське та габонське коріння, Натан Нгуму з 2019 року виступає за юнацькі та молодіжну збірну Франції.

## Досягнення
Тулуза
- Переможець Ліги 2: 2021/22

## Приватне життя
Натан Нгуму є двоюрідним братом камерунському футболісту Ашілю Емана, а його дідусь був другим габонським футболістом, який виступав у Лізі 1 у 1960 - тих роках.